# Anthyperythra
Anthyperythra là một chi bướm đêm thuộc họ Geometridae.

## Các loài
- Anthyperythra hermearia Swinhoe, 1891